# Пшисталовиці-Малі
Пшисталовиці-Малі (пол. Przystałowice Małe) — село в Польщі, у гміні Русинув Пшисуського повіту Мазовецького воєводства.
Населення — 411 осіб (2011).
У 1975-1998 роках село належало до Радомського воєводства.

## Демографія
Демографічна структура станом на 31 березня 2011 року:
|          | Загалом | Допрацездатний вік | Працездатний вік | Постпрацездатний вік |
| -------- | ------- | ------------------ | ---------------- | -------------------- |
| Чоловіки | 201     | 49                 | 125              | 27                   |
| Жінки    | 210     | 50                 | 100              | 60                   |
| Разом    | 411     | 99                 | 225              | 87                   |